# Politz und Hegholz
Politz und Hegholz ist der Name eines Naturschutzgebietes in der Gemeinde Rühen in der Samtgemeinde Brome im Landkreis Gifhorn und den Gemeinden Danndorf und Grafhorst in der Samtgemeinde Velpke im Landkreis Helmstedt in Niedersachsen.

## Allgemeines
Das Naturschutzgebiet mit dem Kennzeichen NSG BR 163 ist circa 484,4 Hektar groß. Davon entfallen etwa 287,4 Hektar auf den Landkreis Gifhorn und etwa 197 Hektar auf den Landkreis Helmstedt. Es ist vollständig Bestandteil des FFH-Gebietes „Drömling“ und des EU-Vogelschutzgebietes „Drömling“. Im Süden grenzt es an das Naturschutzgebiet „Südlicher Drömling“, im Westen an das Naturschutzgebiet „Wendschotter und Vorsfelder Drömling mit Kötherwiesen“. Ansonsten ist es vom Landschaftsschutzgebiet „Drömling“ umgeben. Das Landschaftsschutzgebiet „Drömling“ ging im Bereich des Naturschutzgebietes in diesem auf. Das Gebiet steht seit dem 1. Februar 2020 unter Naturschutz. Zuständige untere Naturschutzbehörden sind die Landkreise Gifhorn und Helmstedt.
Das Gebiet ist Bestandteil des von November 2002 bis Oktober 2012 durchgeführten Naturschutzgroßprojekts Niedersächsischer Drömling. Die Unterschutzstellung dient auch der naturschutzrechtlichen Sicherung des Naturschutzgroßprojektes.

## Beschreibung
Das Naturschutzgebiet liegt nordöstlich von Wolfsburg im Drömling. Es stellt einen Abschnitt des Niederungsgebiets Drömling unter Schutz. Dieser wurde in der zweiten Hälfte des 19. Jahrhunderts für landwirtschaftliche Zwecke melioriert. Das Gebiet wird im Bereich Politz von großflächigen feuchten bis nassen, extensiv bewirtschafteten Grünländern auf Niedermoor geprägt. Hier siedeln beispielsweise Gewöhnliches Ruchgras, Wiesenschaumkraut, Scharfer Hahnenfuß, Kuckuckslichtnelke und Rotklee. In die Grünländer sind kleinflächige Erlen- und Eschenauwälder eingestreut. Die Grünländer werden von mehreren Gräben durchzogen. Über sie kann dem Gebiet bei Bedarf Wasser zugeführt werden, um möglichst hohe Wasserstände sicherzustellen. Stellenweise sind in das Gebiet Stillgewässer eingestreut, die teilweise im Rahmen des Naturschutzgroßprojektes angelegt wurden. Der Bereich Hegholz wird von größeren Erlen- und Eschenauwäldern und Nasswiesen geprägt. Dazu gesellen sich Bruchwälder und als Eichenmischwälder nasser Standorte ausgeprägte Hartholzauwälder. Die Au- und Bruchwälder werden von Erlen und Eschen geprägt. Dazu gesellen sich beispielsweise Weide und Flatterulme. Die Wälder verfügen über einen hohen Alt- und Totholzanteil. Im Naturschutzgebiet sind vielfältige Gewässerränder, Hochstaudenfluren, Röhrichte, Seggenriede, Wiesen- und Waldsäume unter anderem mit Glänzender Wiesenraute, Gelber Wiesenraute und Sumpfgänsedistel zu finden. Die Verwallung der im Süden verlaufenden Aller wurde an mehreren Stellen geöffnet, um bei Hochwasser der Aller ein Überfluten des Gebietes zu erreichen.
Das Gebiet ist Lebensraum für Biber und Fischotter. Es beherbergt verschiedene Vogelarten, darunter Kornweihe, Wiesenweihe, Rotmilan, Schwarzmilan, Baumfalke, Kranich, Großer Brachvogel, Kiebitz, Bekassine, Wachtelkönig, Steinschmätzer, Feldlerche, Wiesenpieper, Feldschwirl, Rohrammer, Sperbergrasmücke, Braunkehlchen, Neuntöter, Mittelspecht, Kleinspecht, Nachtigall und Pirol. Der Weißstorch nutzt das Gebiet für die Nahrungssuche. Das Gebiet ist Rastgebiet für Wasser- und Watvogelarten.
Die Gewässer beherbergen Steinbeißer, Schlammpeitzger und Bitterling und sind Lebensraum verschiedener Amphibien, darunter Knoblauchkröte, Laubfrosch und Moorfrosch. Das Gebiet ist Lebensraum verschiedener Libellen, darunter Gebänderte Prachtlibelle, Grüne Flussjungfer, Gefleckte Heidelibelle und Große Pechlibelle, Schmetterlinge wie Feuchtwiesen-Perlmuttfalter, Goldene Acht und Rostfarbiger Dickkopffalter sowie Heuschrecken und Käfer.
Das Naturschutzgebiet ist überwiegend von weiteren Grünländern umgeben. Im Süden schließt sich ein Auwald an der Aller an. Im Nordwesten grenzt das Naturschutzgebiet an den Mittellandkanal und im Nordosten und Osten an die Bundesstraße 244.